# Oklahoma City Blue 2014-2015
La stagione 2014-15 degli Oklahoma City Blue fu la 14ª nella NBA D-League per la franchigia.
Gli Oklahoma City Blue arrivarono secondi nella Southwest Division con un record di 28-22. Nei play-off persero la semifinale di conference con i Santa Cruz Warriors (2-0).

## Roster
| N° | Naz.                   | Ruolo | Sportivo         | Anno | Alt. | Peso |
| -- | ---------------------- | ----- | ---------------- | ---- | ---- | ---- |
| 7  | Stati Uniti (bandiera) | G     | Frank Gaines     | 1990 | 191  | 88   |
| 10 | Stati Uniti (bandiera) | G     | Marquis Teague   | 1993 | 188  | 86   |
| 11 | Stati Uniti (bandiera) | G     | Michael Jenkins  | 1986 | 191  | 88   |
| 11 | Stati Uniti (bandiera) | A     | Dane Miller      | 1990 | 201  | 102  |
| 12 | Stati Uniti (bandiera) | G     | George Beamon    | 1991 | 193  | 79   |
| 13 | Stati Uniti (bandiera) | G     | Dwight Buycks    | 1989 | 191  | 86   |
| 13 | Stati Uniti (bandiera) | GA    | Reggie Williams  | 1986 | 198  | 95   |
| 14 | Stati Uniti (bandiera) | A     | Josh Huestis     | 1991 | 201  | 104  |
| 15 | Stati Uniti (bandiera) | G     | Xavier Alexander | 1988 | 198  | 102  |
| 18 | Stati Uniti (bandiera) | A     | Grant Jerrett    | 1993 | 208  | 105  |
| 21 | Nigeria (bandiera)     | AC    | Talib Zanna      | 1990 | 206  | 104  |
| 22 | Stati Uniti (bandiera) | G     | Semaj Christon   | 1992 | 191  | 86   |
| 23 | Stati Uniti (bandiera) | GA    | Mario Little     | 1987 | 198  | 95   |
| 23 | Stati Uniti (bandiera) | A     | Chris Singleton  | 1989 | 206  | 103  |
| 24 | Stati Uniti (bandiera) | AC    | Maurice Sutton   | 1989 | 211  | 100  |
| 32 | Stati Uniti (bandiera) | AC    | Richard Solomon  | 1992 | 208  | 107  |
| 33 | Stati Uniti (bandiera) | A     | Mitch McGary     | 1992 | 208  | 116  |
| 34 | Stati Uniti (bandiera) | A     | Ron Anderson     | 1989 | 203  | 127  |
| 34 | Stati Uniti (bandiera) | A     | Rodney Williams  | 1991 | 201  | 91   |

## Staff tecnico
- Allenatore: Mark Daigneault
- Vice-allenatori: Phil Beckner, Royal Ivey, Drew Jones, Jarrell Christian
- Preparatore atletico: Sebastien Poirier